# 키도 이부키
키도 이부키(일본어: 木戸 衣吹 きど いぶき[*], 1977년 11월 14일 ~ )는 일본 아오모리현 출신의, 호리프로 소속의 여자 성우이다. 2012년에 아마가미 SS+ 플러스의 진행위원 역으로 데뷔하였다.

## 배역

### 애니메이션
2012년
- 아이 엠 스타! (히무로 아사미)
- 아이카츠 (히무로 아사미)
- 아마가미 SS+ 플러스 (진행위원)
- 이 중에 1명, 여동생이 있다! (학생 A)
- 수수께끼 따오기희는 명탐정 (시오리 히나미)[1]
- 오빠지만 사랑만 있으면 상관없잖아? (히메노코우지 아키코)[2]

2013년
- GJ부 (시노미야 카스마)
- 골든 타임 (오카 치나미)
- 귀가부 활동 기록 (안도우 나츠미)
- 역시 내 청춘 러브코미디는 잘못됐다 (유카)
- 내 여동생이 이렇게 귀여울 리가 없어 (하그리 리아)

2014년
- 그녀의 플래그가 꺽이면 (나나미 K 브레이드 필드)
- 건전로봇 다이미다라 (마지키나 소리코)
- 메시마세 로도스도 전기 - 그거 맛있는 거야? (도리)
- 노부나가 더 풀 (넬)
- 누나가 왔다 (카스미)
- 퓨파 (하세가와 유메)
- 정령사의 검무 (로우게 클레어)
- 도쿄 ESP (우루시바 린카)

2015년
- 이스카 (시마즈 사쿠야)
- 영감! (아마미 히비키)